# Слободской (городской округ)
Го́род Слободско́й — муниципальное образование со статусом городского округа в Кировской области России.
Соответствует административно-территориальной единице город Слободской с подчинёнными ему населёнными пунктами.
Административный центр — город Слободской.

## География
Расположен в центральной части Кировской области по обоим берегам реки Вятки. Со всех сторон окружён территорией Слободского муниципального района.

## История
Город Слободской с подчинённой территорией получил статус городского округа в декабре 2004 года. В состав муниципального образования и административно-территориальной единицы вошли город Слободской, посёлок городского типа Первомайский, включённый в городскую черту как микрорайон, и 4 сельских населённых пункта.

## Население
| 1989    | 1993    | 2002    | 2009    | 2010    | 2011    | 2012    |
| ------- | ------- | ------- | ------- | ------- | ------- | ------- |
| 43 608  | ↗45 300 | ↘37 234 | ↘35 224 | ↘34 460 | ↘34 448 | ↘34 332 |
| 2013    | 2014    | 2015    | 2016    | 2017    | 2018    | 2019    |
| ↘34 070 | ↘33 981 | ↘33 943 | ↘33 829 | ↘33 115 | ↗33 251 | ↘32 841 |
| 2020    | 2021    |         |         |         |         |         |
| ↘32 342 | ↘29 469 |         |         |         |         |         |

### Урбанизация
Городское население (город Слободской) составляет  98,91 % от всего населения округа.

### Национальный состав
| Народ                      | Численность, чел. | % от указавших национальность |
| -------------------------- | ----------------- | ----------------------------- |
| русские                    | 32 547            | 95,98 %                       |
| удмурты                    | 586               | 1,73 %                        |
| татары                     | 272               | 0,80 %                        |
| украинцы                   | 153               | 0,45 %                        |
| марийцы                    | 68                | 0,20 %                        |
| азербайджанцы              | 53                | 0,16 %                        |
| другие                     | 232               | 0,68 %                        |
| указавшие национальность   | 33 911            | 100,00 %                      |
| Всего по городскому округу | 34460             |                               |

Численность лиц, в переписных листах которых не указана национальная принадлежность, составляет 549 чел. или 1,59 % от населения городского округа.

## Населённые пункты
В состав муниципального образования и административно-территориальной единицы города Слободской входят 5 населённых пунктов, в том числе собственно город и 4 сельских населённых пункта:
| № | Населённый пункт | Тип     | Население |
| - | ---------------- | ------- | --------- |
| 1 | Слободской       | город   | ↘29 148   |
| 2 | Межколхозстрой   | посёлок | 358       |
| 3 | Оглоблино        | деревня | 93        |
| 4 | Соковни          | деревня | 0         |
| 5 | Успенское        | село    | 28        |

## Органы местного самоуправления
Структуру органов местного самоуправления города (городского округа) составляют: 
- представительный орган — Слободская городская Дума;
- глава города Слободского;
- администрация города Слободского;
- контрольно-счётная комиссия.

Глава города — Желвакова Ирина Викторовна.
Слободская городская Дума избирается сроком на 5 лет и состоит из 20 депутатов, избираемых населением городского округа. Председатель городской Думы — Баранова Злата Александровна.